# Pterolophia romani
Pterolophia romani là một loài bọ cánh cứng trong họ Cerambycidae.